# Constrictotermes

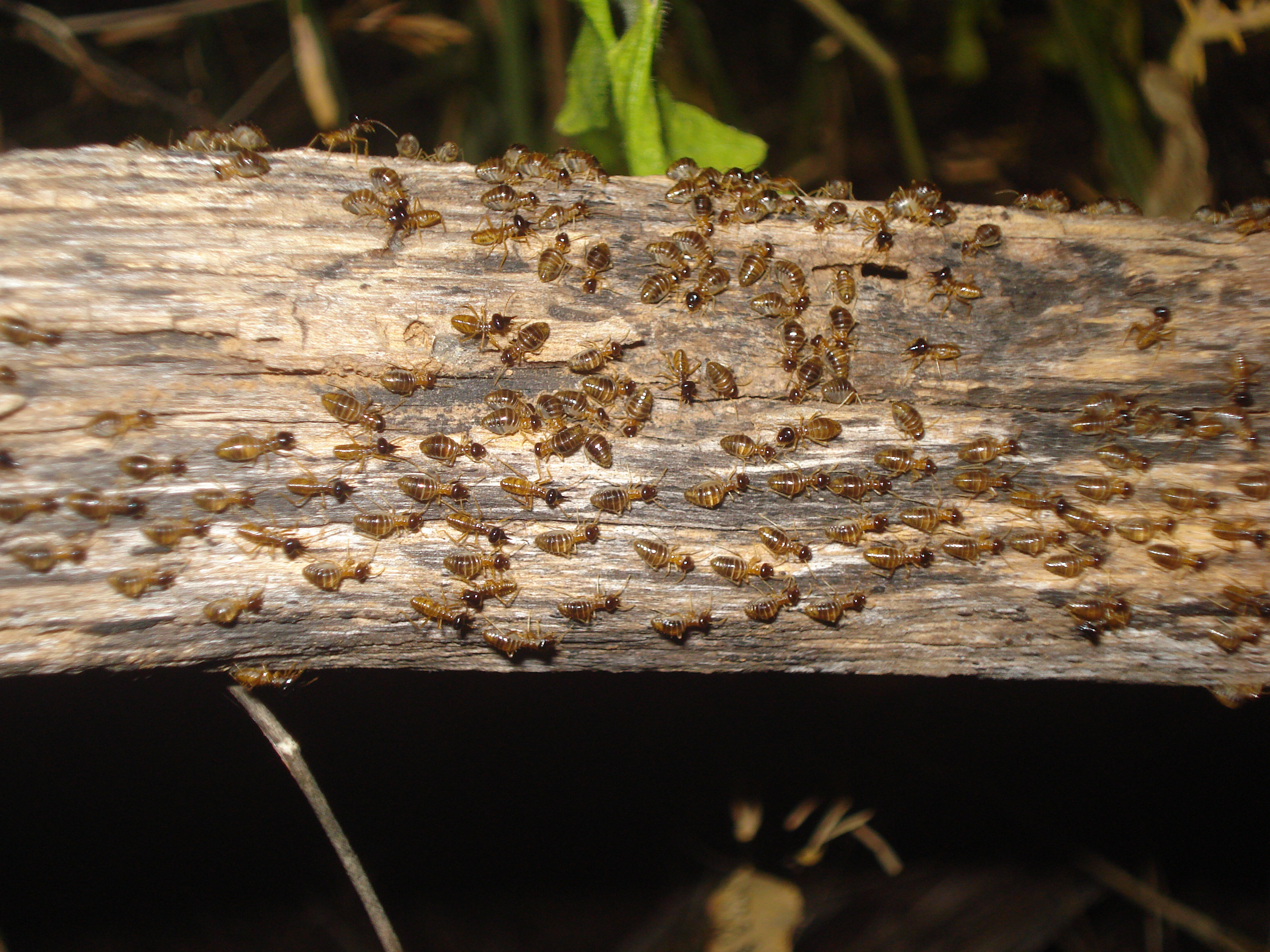
Фуражировочная колонна термитов Constrictotermes cyphergaster (Бразилия)

Constrictotermes (лат.) — род носатых термитов из семейства Termitidae (Nasutitermitinae). 6 современных видов. Леса Неотропики.

## Описание
Длина рабочих и солдат около 0,5 см. Солдаты имеют носовую трубку из которой при опасности выстреливают репеллентами на основе терпенов. Солдаты мономорфны и узнаваемы по заметному сужению головы за антенными гнездами; антенны имеют 13—14 члеников, а концы мандибул маленькие. Виды этого рода распространены в неотропиках, главным образом в Южной и Центральной Америке; с одним видом, C. guantanamensis, обнаруженным на крайнем юго-восточном побережье Кубы.
Это одни из немногих видов термитов (вместе с Grallatotermes и Hospitalitermes), которые в том числе, используют живые сосудистые растения (большинство термитов питаются мёртвыми растениями).
Они образуют большие фуражировочные колонны под открытым небом, в которых они путешествуют к источникам пищи и обратно, подобно индомалайскому роду термитов Hospitalitermes. Виды этого рода обычно строят надземные или древесные гнёзда и питаются различными лишайниками, гнилой древесиной и мхами.
В гнёздах Constrictotermes cyphergaster обитает облигатный жук-термитофил Corotoca melantho.

## Систематика
6 современных видов и один ископаемый. Род был впервые выделен в 1910 году Н. Холмгреном (N. Holmgren). Род включен в родовую группу Nasutitermes Group из подсемейства Nasutitermitinae.
1. Constrictotermes cacaoensis Betsch, Nel & Ensaf, 2002 — Французская Гвиана[10]
2. Constrictotermes cavifrons (Holmgren, 1910) — Южная Америка (Боливия, Бразилия, Венесуэла, Перу)[10] (Eutermes cavifrons)
3. Constrictotermes cyphergaster (Silvestri, 1901) — Южная Америка (Аргентина, Боливия, Бразилия, Парагвай)[10] (Eutermes cyphergaster)[11]
4. †Constrictotermes electroconstrictus Krishna, 1996 — Доминиканский янтарь (миоцен)[12]
5. Constrictotermes guantanamensis Roisin & Křeček Scheffrahn, 1996 — Куба[2]
6. Constrictotermes latinotus (Holmgren, 1910) — Эквадор[10] (Eutermes latinotus)
7. Constrictotermes rupestris Constantino, 1997 — Бразилия[10][13]